# Saint-Sulpice (métro de Paris)
Pour les articles homonymes, voir Saint-Sulpice.
Saint-Sulpice est une station de la ligne 4 du métro de Paris, située dans le 6e arrondissement de Paris.

## Situation
La station est située sous la rue de Rennes à l'intersection avec la rue du Vieux-Colombier.

## Histoire

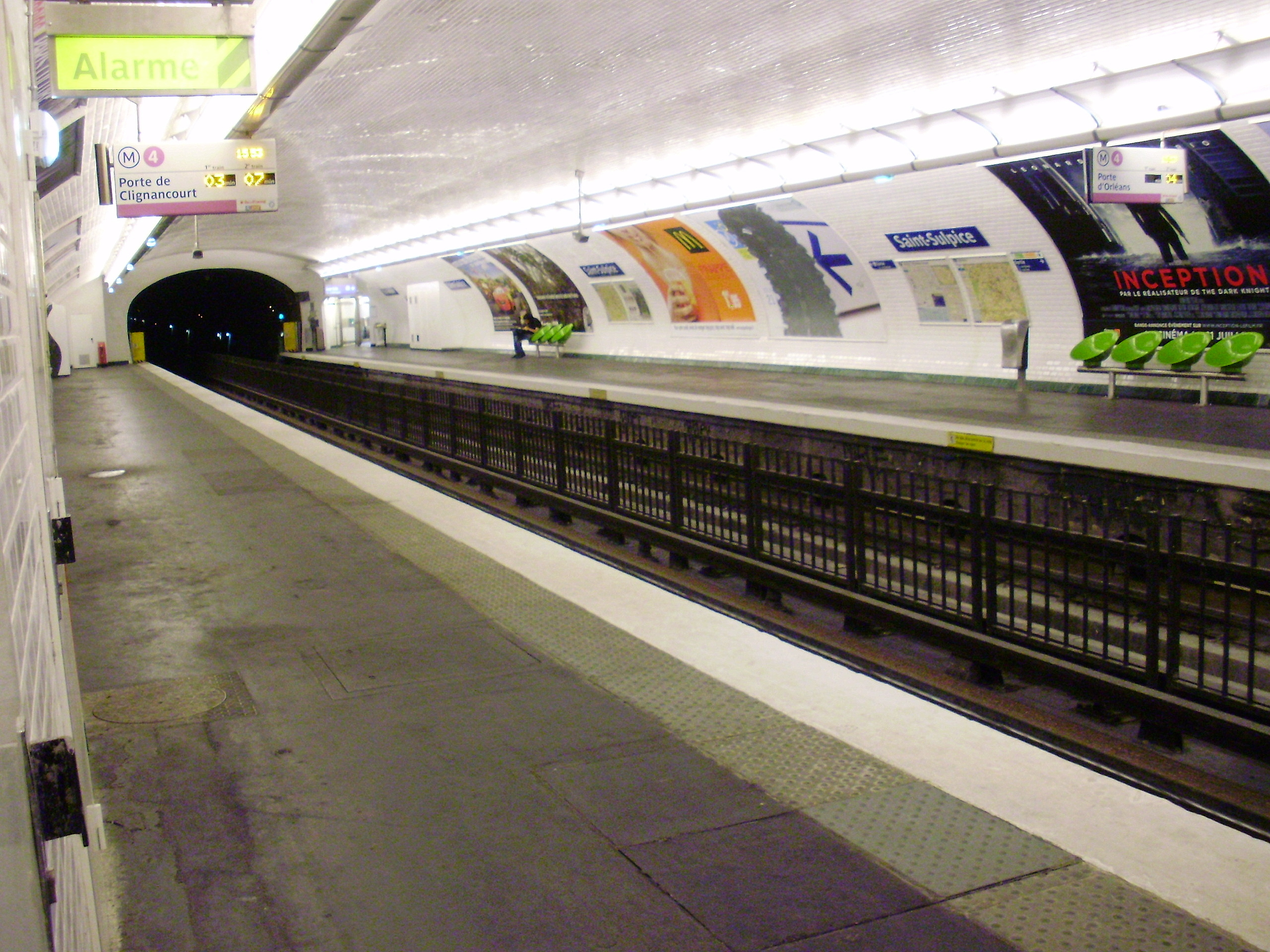
Quais de la station en 2010, vus en direction de Porte d'Orléans, terminus à cette époque.

La station est ouverte le 9 janvier 1910.
Son nom vient de la rue Saint-Sulpice. Celle-ci se situe dans le quartier actuel de Saint-Germain-des-Prés. Elle passe au nord de l’église Saint-Sulpice, dédiée à Sulpice le Pieux (576-647), évêque de Bourges de 621 à 624 et aumônier de Clotaire II ; l'église actuelle remplace une première église de 1211 devenue trop petite. Commencée par Gamard en 1646, sa construction fut longue et épisodique et se prolongea jusqu’en 1788.
Au printemps 2010, la station a fait l'objet de travaux de rénovation dans le cadre de l'opération « Un métro + beau » ».
Dans le cadre de l'automatisation de la ligne 4, les quais subissent une modernisation partielle incluant leur rehaussement afin de recevoir des portes palières, dont la pose s'est déroulée de juin à juillet 2019.
En 2019, 2 287 634 voyageurs sont entrés à cette station ce qui la place à la 227e position des stations de métro pour sa fréquentation sur 302,.
En 2020, avec la crise du Covid-19, 1 196 573 voyageurs sont entrés dans cette station ce qui la place à la 218e position des stations de métro pour sa fréquentation.
En 2021, la fréquentation remonte progressivement, avec 1 571 987 voyageurs qui sont entrés dans cette station ce qui la place à la 225e position des stations de métro pour sa fréquentation.

## Services

### Accès
La station dispose de trois accès :
- Accès no 1 « Rue de Rennes » 48° 51′ 05″ N, 2° 19′ 52″ E ;
- Accès no 2 « Rue du Four » devant le 65, rue de Rennes 48° 51′ 06″ N, 2° 19′ 53″ E ;
- Accès no 3 « Rue de Coëtlogon » escalier mécanique 48° 51′ 04″ N, 2° 19′ 50″ E.

Les deux bouches situées rue de Rennes de part et d'autre de la rue du Vieux-Colombier sont ornées d'un candélabre Val d'Osne.

Accès à la station
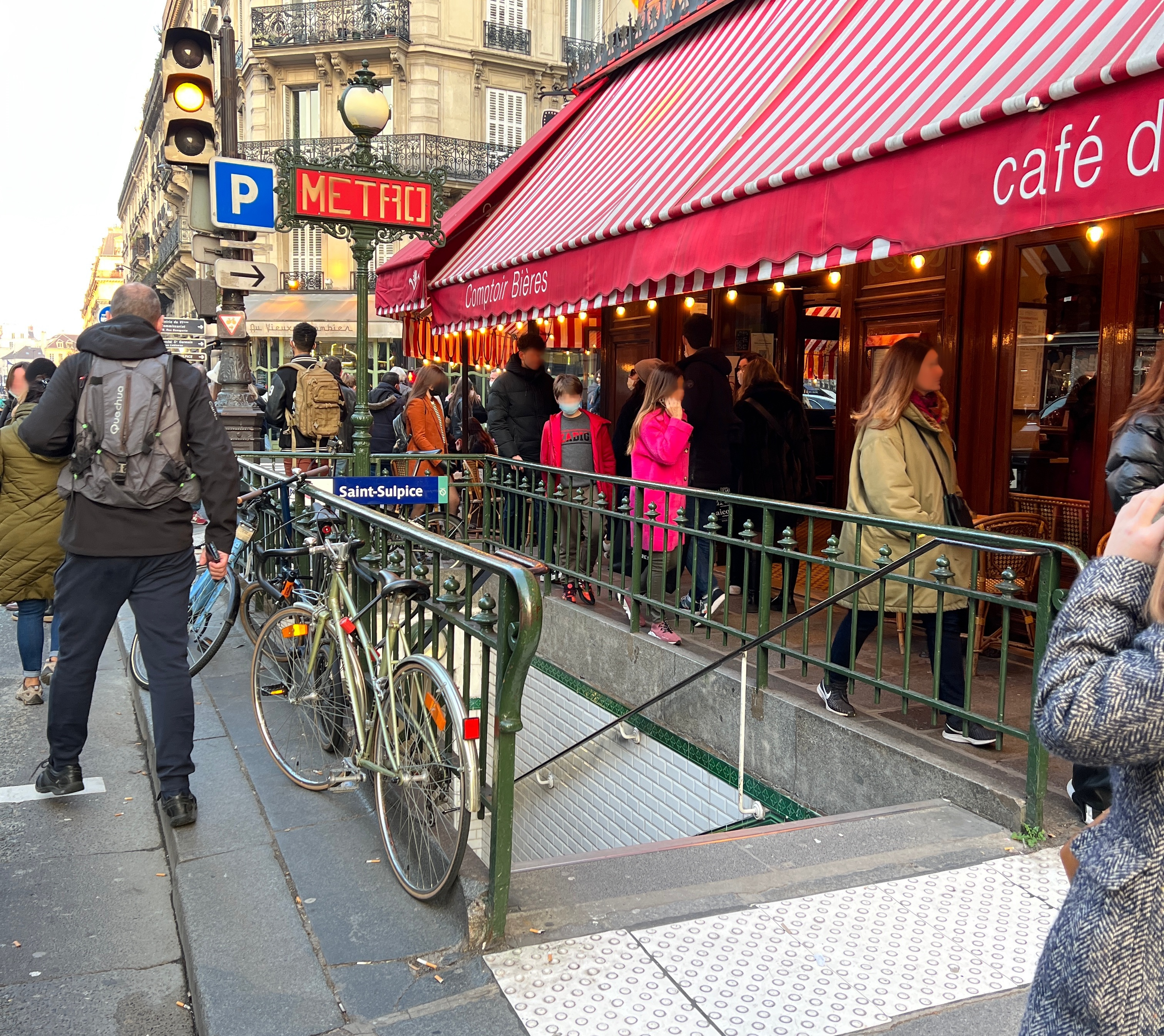
L'accès no 1 « Rue de Rennes ».
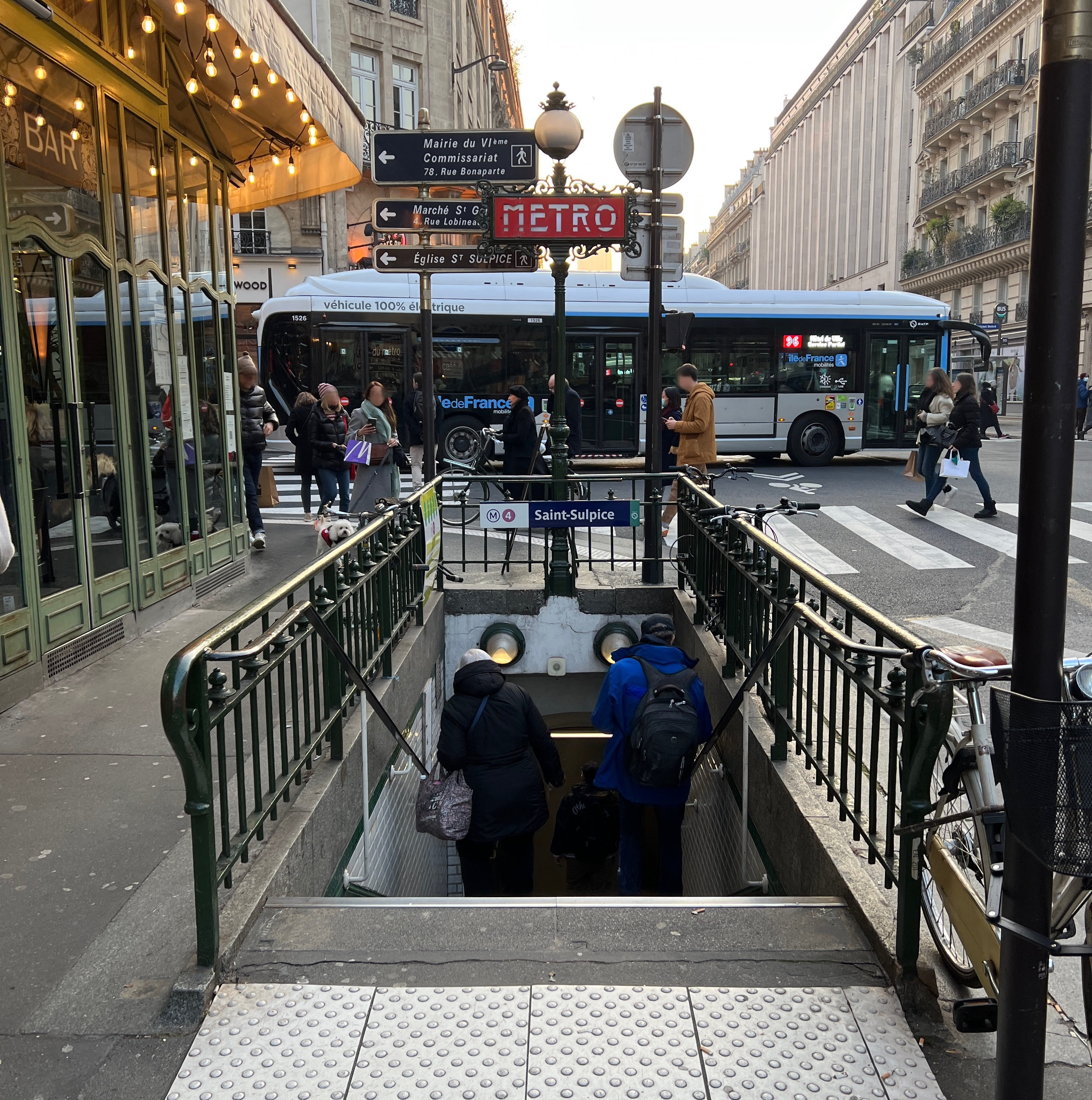
L'accès no 2 « Rue du Four ».
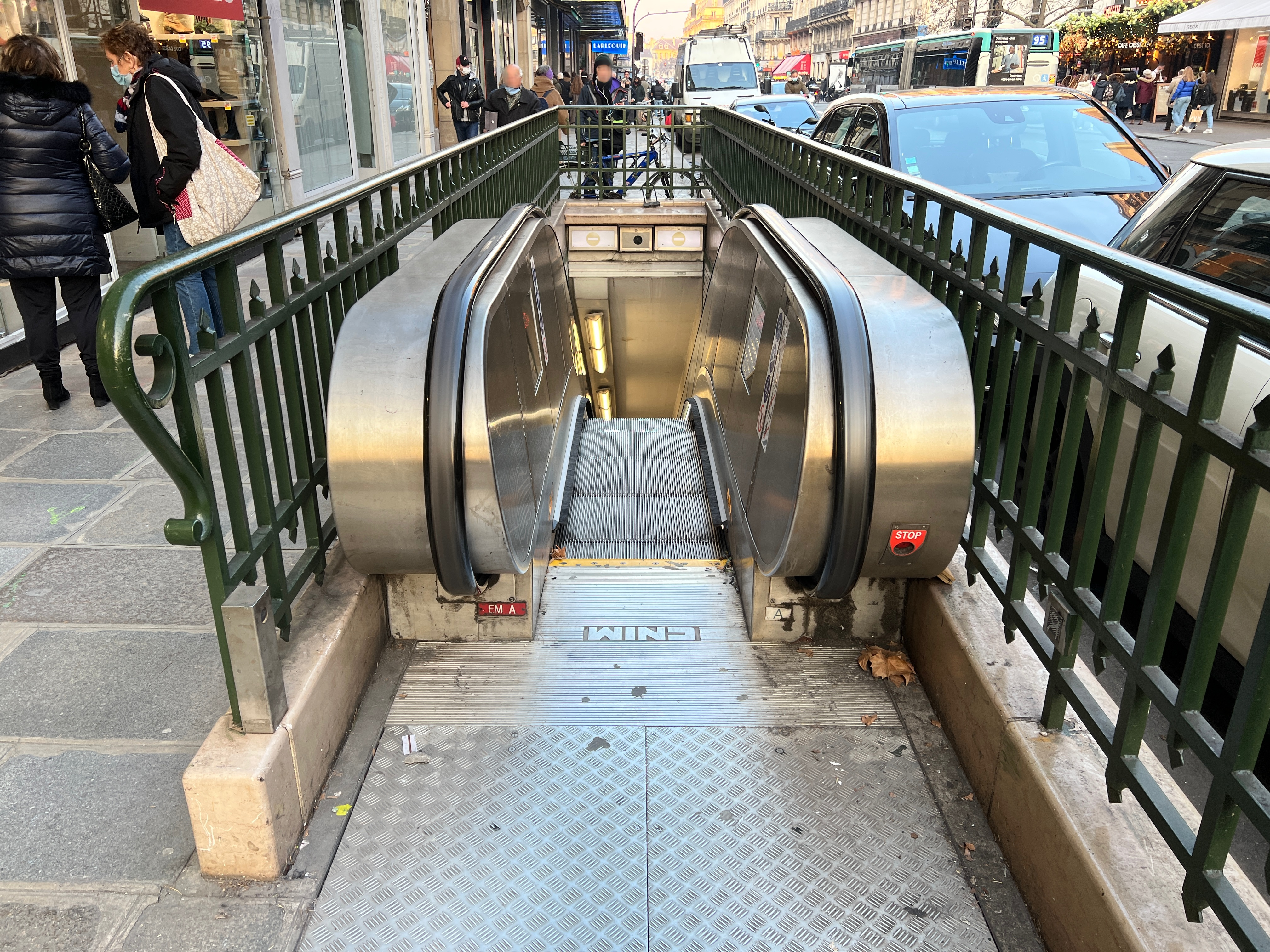
L'accès no 3 « Rue de Coëtlogon ».

### Quais

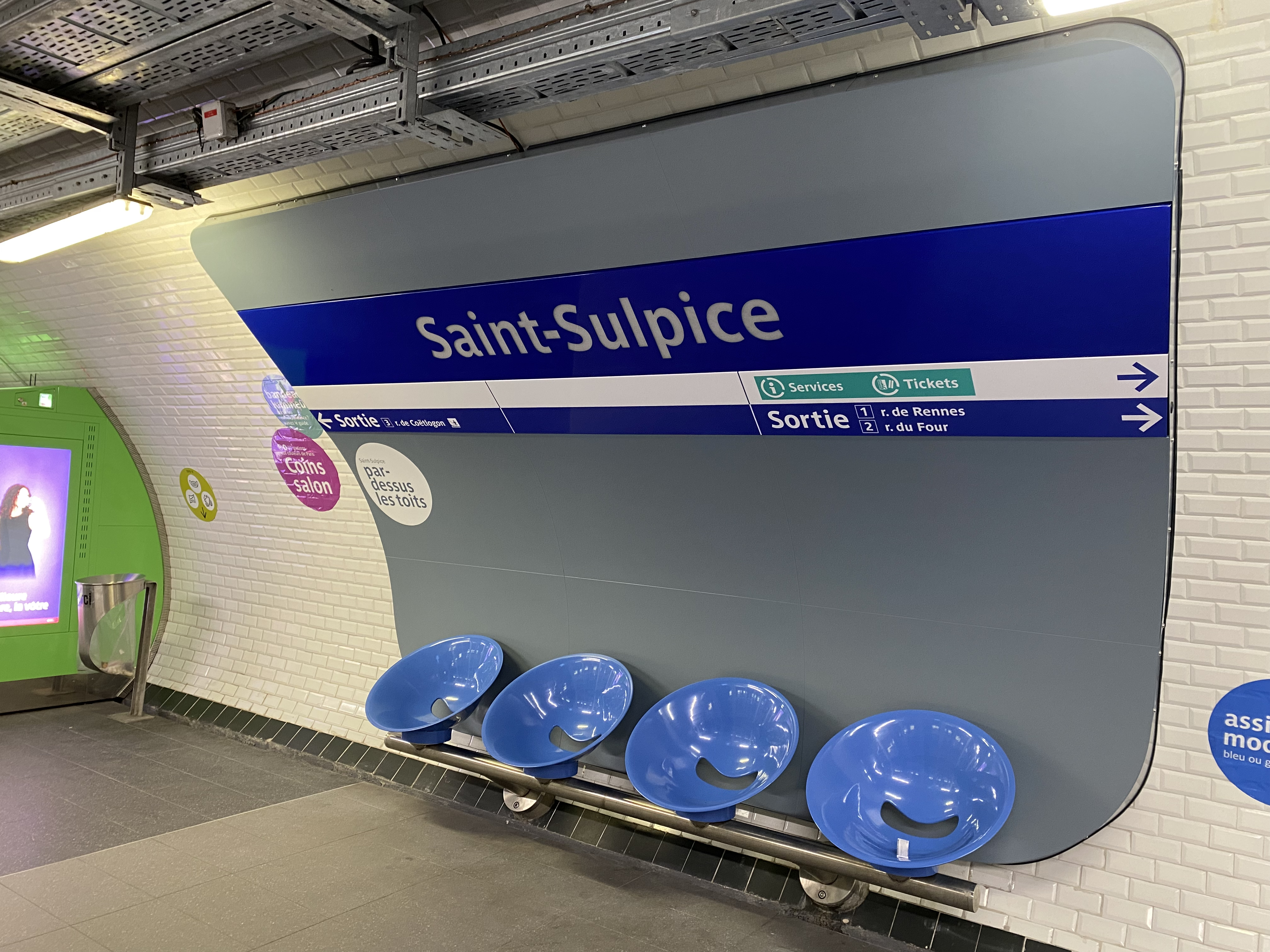
Plaque émaillée portant le nom de la station de métro.

Saint-Sulpice est une station de configuration standard : elle possède deux quais séparés par les voies du métro et la voûte est elliptique. Les sièges sont de type Akiko de couleur bleue.

### Intermodalité
La station est desservie par les lignes 39, 63, 70, 84, 86, 95 et 96 du réseau de bus RATP et, la nuit, par les lignes N01, N02, N12 et N13 du réseau Noctilien.

## À proximité
- Église Saint-Sulpice
- Mairie du 6e arrondissement
- Palais du Luxembourg
- Quartier Saint-Germain-des-Prés
- Institut de management et communication interculturels